# Filipeni, Leova
Filipeni este un sat din raionul Leova, Republica Moldova.

## Istorie
La recensământul din 1930 au fost înregistrați 2.070 locuitori, dintre care 1.995 români, 67 țigani, 5 germani și 3 bulgari.

## Demografie
Localitatea Filipeni avea în anul 2004 o populație de 3.271 locuitori.

### Structura etnică
Structura etnică a localității conform recensământului populației din 2004:
| Grup etnic                                               | Populație | % Procentaj  |
| -------------------------------------------------------- | --------- | ------------ |
| Băștinași declarați Moldoveni Băștinași declarați Români | 3100 143  | 94,77% 4,37% |
| Ucraineni                                                | 9         | 0,28%        |
| Ruși                                                     | 7         | 0,21%        |
| Bulgari                                                  | 5         | 0,15%        |
| Țigani                                                   | 3         | 0,09%        |
| Găgăuzi                                                  | 2         | 0,06%        |
| Alții                                                    | 2         | 0,06%        |
| Total                                                    | 3271      |              |

## Administrație și politică
Componența Consiliului local Filipeni (13 consilieri), ales la 5 noiembrie 2023, este următoarea:
|  | Partid                            | Consilieri | Componență | Componență | Componență | Componență | Componență | Componență | Componență | Componență | Componență | Componență |
|  | --------------------------------- | ---------- | ---------- | ---------- | ---------- | ---------- | ---------- | ---------- | ---------- | ---------- | ---------- | ---------- |
|  | Partidul Acțiune și Solidaritate  | 10         |            |            |            |            |            |            |            |            |            |            |
|  | Partidul Social Democrat European | 3          |            |            |            |            |            |            |            |            |            |            |

## Societate
La școala medie sunt înregistrați 478 de elevi.